# Dracula: Origin
Dracula: Origin è un gioco di avventura per Windows sviluppato dalla Frogwares e pubblicato nel 2008, che segue lo stesso stile di gioco dei titoli della serie dedicata a Sherlock Holmes edita dalla stessa casa di produzione.
Protagonista del gioco è il Professor Abraham Van Helsing, famoso cacciatore di vampiri, che dovrà muoversi attraverso Londra, l'Egitto, Vienna e la Transilvania per fermare i piani del Conte Dracula.

## Trama
La trama del gioco riprende alcuni dei fatti e dei protagonisti del Dracula di Bram Stoker: il Professor Van Helsing, medico olandese che vive a Londra famoso soprattutto come cacciatore di vampiri, riceve una lettera del suo amico Jonathan Harker che lo informa del proprio fallimento nell'uccidere Dracula in Transilvania e lo prega di proteggere la sua fidanzata Mina.
Dopo aver scoperto che al momento Dracula si trova proprio a Londra ed essersi intrufolato nella sua dimora, Van Helsing trova il diario del vampiro, dove è raccontata la sua storia fin da quando era ancora umano, e viene a conoscenza del piano di Dracula di servirsi di Mina per riportare in vita la sua antica fidanzata, unico vero amore della sua vita morta suicida quando scoprì le terribili azioni compiute dal conte.
Van Helsing raggiungerà Mina in tempo per scoprire che Dracula l'ha già morsa, dando inizio al processo che farà di lei una vampira, e per poterla salvare dovrà partire per un viaggio che lo porterà in Egitto, a Vienna ed infine in Transilvania dove dovrà infine confrontarsi direttamente con Dracula.

## Modalità di gioco
Il gioco è un'avventura punta e clicca vista attraverso gli occhi di Abraham Van Helsing, che per risolvere le varie situazioni e avanzare nella storia dovrà interagire con gli altri personaggi presenti, raccogliere ed utilizzare oggetti e risolvere enigmi, alcuni dei quali di una certa difficoltà.

## Accoglienza
Il gioco ha ricevuto recensioni di diverso stampo dalla critica specializzata nel settore, con punteggi che variano tra 33 e 90 con una media di 70. La rivista PC Format ha commentato che "ciò che manca in logica è più che compensato dall'atmosfera". IT Reviews lo ha definito "gioco di avventura bello da vedere, divertente e spesso impegnativo". Game Revolution invece trova che "è stato buttato fuori dalla porta troppo presto". Il sito italiano adventuresplanet, specializzato in avventure grafiche, lo definisce "una avventura convincente" e gli ha attribuito un punteggio di 82 su 100.

## Seguito
Nel 2011 è stato messo in commercio il casual game Dracula: Love Kills, seguito di Dracula: Origin, ambientato poco tempo dopo la fine del precedente episodio.